# Maria Elisabet de Broen
Maria Elisabet de Broen, född Grundt 23 april 1756 i Örebro, död 1 maj 1809 i Örebro, var en svensk teaterdirektör och översättare. Hon var Djurgårdsteaterns direktör från 1804 till 1809. 
Maria Elisabet de Broen var dotter till Isak Grundt och gifte sig år 1780 med Abraham de Broen, med vilken hon fick åtta barn. 
Maria Elisabet de Broen är känd som översättaren av den engelska pjäsen Tadelskolan (The school for scandal, 1777) av Richard Brinsley Sheridan till svenska (1790). 
Vid sin makes död år 1804 övertog hon direktörskapet över Djurgårdsteatern fram till sin död. Djurgårdsteatern uppförde skådespel endast under somrarna och turnerade även i landsorten. Mellan 1804 och 1806 uppträdde hennes teatersällskap flera gånger i Göteborg. 
de Broen drev även ett kaffehus på Storkyrkobrinken - hon skickade bland annat Bellman stek och soppa under hans fängelsevistelse för skulder 1794.